# Хакимова, Софья Хафизовна
Софья Хафизовна Хакимова (тадж. Саъдиниссо Ҳафизовна Ҳакимова; 20 декабря 1924, Канибадам — 12 октября 2015) — советский учёный-медик, член-корреспондент Академии медицинских наук СССР (1969), член-корреспондент РАМН (1992).

## Биография
Родилась в рабочей семье.
Окончила Сталинабадское медучилище (1939) по специальности фельдшер и Сталинабадский мединститут (1943), во время учёбы в котором по ночам работала в роддоме.
С июня 1943 года — хирург и акушер-гинеколог Кулябской областной больницы. С 1944 — заместитель заведующего курган-тюбинским облздравотделом и зав. хирургическим отделением Курганской областной больницы.
В 1950—1953 гг. училась в Москве в аспирантуре (научные руководители — академик Малиновский и профессор Жмакин, защитила диссертацию.
В 1958 году, в возрасте 33 лет, получила степень доктора медицинских наук (первая из таджичек).
Заведующая кафедрой акушерства и гинекологии Таджикского ГМИ, с 1980 по 1993 год директор Научно-исследовательского института охраны материнства и детства Минздрава Таджикской ССР.
В 1996—2001 гг. жила в Иране.
Член-корреспондент Академии медицинских наук СССР (1969).

## Награды
Заслуженный деятель науки Таджикской ССР (1968). Награждена орденами Ленина (1960), «Знак Почёта» (1964), Дружбы народов (1985), медалью «За доблестный труд в годы Великой Отечественной войны 1941—1945 гг.».